# Selaginella sinensis
Selaginella sinensis är en mosslummerväxtart som först beskrevs av Nicaise Auguste Desvaux, och fick sitt nu gällande namn av Antoine Frédéric Spring. Selaginella sinensis ingår i släktet mosslumrar, och familjen mosslummerväxter. Inga underarter finns listade i Catalogue of Life.